# 刘杰 (冰球运动员)
刘杰（1995年4月23日—），男，中国、加拿大冰球运动员。在加拿大出生有华人血统。身高1.80米，现代冰球后卫，攻防两端都有绝活。

## 经历
16岁正式加入加拿大青年联盟WHL联赛，是斯波坎酋长队主力后卫。2016-2017赛季，分别为AHL圣何塞梭鱼队和ECHL美洲人队打了8场比赛，后被招入加拿大高校联盟阿尔伯塔大学队，后在卡尔加里大学金熊队任队长拿下高校西部联盟三连冠。2018年全国高校杯决战，6战6分，球队夺得冠军。2019年，加盟昆仑鸿星队。加入中華人民共和國国籍入选国家队。2022年在国家队出战。

## 家庭
母亲是新加坡华人，父亲是英格兰人，全家原本喜欢板球，英式橄榄，但他们邻居中有大批冰球粉。刘杰和小伙伴们一起从别人家借到装备上冰玩耍。几年后，父母和哥哥也都爱好冰球。